# Maria Aracely Leiva
Maria Aracely Leiva Peña (sinh ngày 23 tháng 6 năm 1967) là một chính trị gia người Honduras. Bà hiện đang giữ chức phó đại hội của Quốc hội Honduras đại diện cho Đảng Tự do của Honduras cho Atlántida.